# NGC 7414
NGC 7414 is een lensvormig sterrenstelsel in het sterrenbeeld Pegasus. Het hemelobject werd op 2 september 1886 ontdekt door de Amerikaanse astronoom Lewis A. Swift.

## Synoniemen
- NPM1G +12.0575
- PGC 94273
- PGC 70008